# Poststrukturalisme
Begrebet poststrukturalisme kendetegner forskellige humanistiske og filosofiske tilgange og metoder, som blev foreslået første gang i slutningen af 1960'erne i Frankrig. Poststrukturalismen opstod som et modsvar eller en overbygning på strukturalismen (hvis vigtigste bidragere var Roman Jakobson, Ferdinand de Saussure og Claude Lévi-Strauss), men grænserne dertil er forskelligt definerede af forskellige poststrukturalister. De største forskelle mellem de to hovedretninger er betragtningerne fra poststrukturalismerne, om at der ikke findes nogen fast struktur og diskurs, hvilket står i modsætning til strukturalismens tro på statiske og stabile enheder. I poststrukturalismen fokuserer man således på den historiske diskontinuitet, brud og i særdeleshed på strukturernes konstruktionsbetingelser. En kritisk tilgangsvinkel til strukturerende begreber, normative forestillinger og teoretiske principper er typisk. I analyser anvendes psykoanalytiske, diskursanalytiske, semiotiske og sprogfilosofiske metoder.
Nogle af de mest fremtrædende poststrukturalistiske teoretikere er Michel Foucault, Jacques Derrida, Gilles Deleuze, Roland Barthes, Jacques Lacan, Louis Althusser, Jean Baudrillard, Slavoj Žižek, Ernesto Laclau, Judith Butler og Hélène Cixious.
| filosofi | Spire Denne filosofiartikel er en spire som bør udbygges. Du er velkommen til at hjælpe Wikipedia ved at udvide den. |